# 4583 Lugo
A 4583 Lugo (ideiglenes jelöléssel 1989 RL4) a Naprendszer kisbolygóövében található aszteroida. A Bolgár Nemzeti Obszervatóriumban fedezték fel 1989. szeptember 1-jén.